# Méthode organisée systémique d'analyse des risques
La méthode MOSAR, méthode organisée systémique d'analyse des risques, est une méthode d'analyse des risques a priori, de type sûreté de fonctionnement. Elle consiste en la décomposition du système à étudier en sous-systèmes (ou sous-unités), à étudier chaque sous-système indépendamment ainsi que les interactions possibles entre ceux-ci.

## Processus
Elle se décompose généralement en dix étapes.

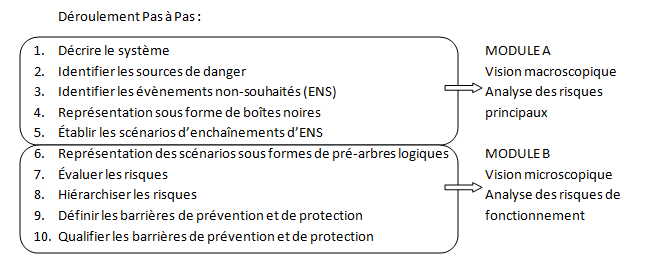
Étapes de la méthode MOSAR

### Décrire le système
Il existe plusieurs découpages possibles, le but étant de rendre l’entité complexe à étudier en sous-unités (sous-systèmes) plus simples. On peut distinguer le découpage par :

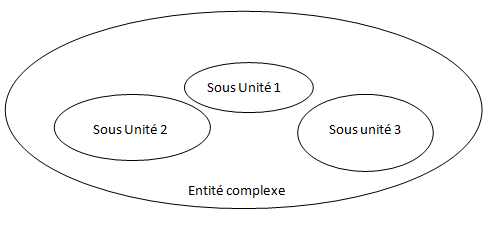
Découpage d'un système en sous-systèmes

- zones géographiques
- catégories de fonctions[2]

### Identifier les sources de danger
Dans chaque système et sous-système, il faut identifier les dangers.
Exemple
A, B, C, D, E, F et G comme systèmes; et A1, A2, etc comme sous-systèmes.

| A  | Système source de danger d'origine mécanique                | C  | Système source de danger d'origine électrique |
| -- | ----------------------------------------------------------- | -- | --------------------------------------------- |
| A1 | - Appareil sous pression - Gaz - Vapeur mixte - hydraulique | C1 | Électricité à courant continu ou alternatif   |
| A2 | Éléments sous contraintes mécaniques                        | C2 | Électricité statique                          |

### Identifier les événements non-souhaités (ENS)
On attribue à chaque sous-unité les événements qui peuvent arriver et déclencher l'événement principal. Chaque élément déclencheur peut avoir plusieurs évènements principaux et chaque événement principal plusieurs éléments déclencheurs. 
Note : Les évènements principaux sont aussi appelés "évènements non-souhaités (ENS)".
On écrit ces enchaînements sous forme de tableau :
| Sous-système  | Événements déclencheurs | Événements principaux |
| ------------- | ----------------------- | --------------------- |
| Sous-unité A1 | Étincelle électrique    | Incendie              |

### Représentation sous forme de boîtes noires
On change uniquement la représentation du tableau établi dans le point 3.

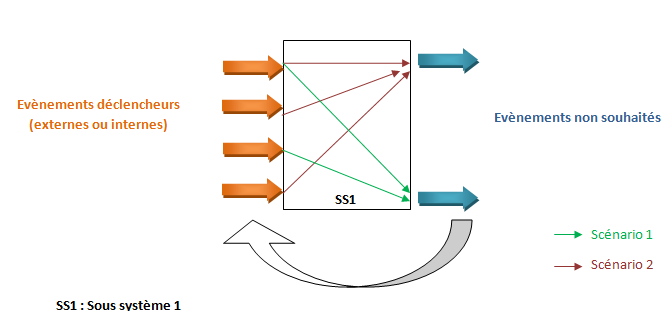
Représentation sous forme de boîte noire

### Établir les scénarios d'événements non-souhaités
On connecte les différentes boîtes noires pouvant influer les unes sur les autres. Cette étape permet de visualiser les enchaînements possibles d'accidents et les interactions entre les ENS .

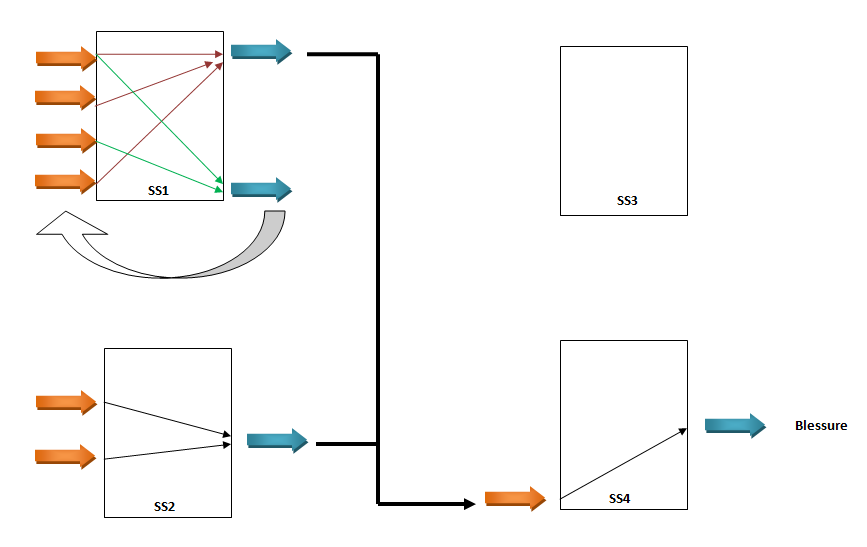
Enchaînements d'ENS

### Représentation sous forme de pré-arbre logique
On peut schématiser différents ENS possibles conduisant à un même événement principal sous forme d'arbre.
Exempleil existe trois scénarios occasionnant l'évènement principal « Blessure d'un opérateur ».

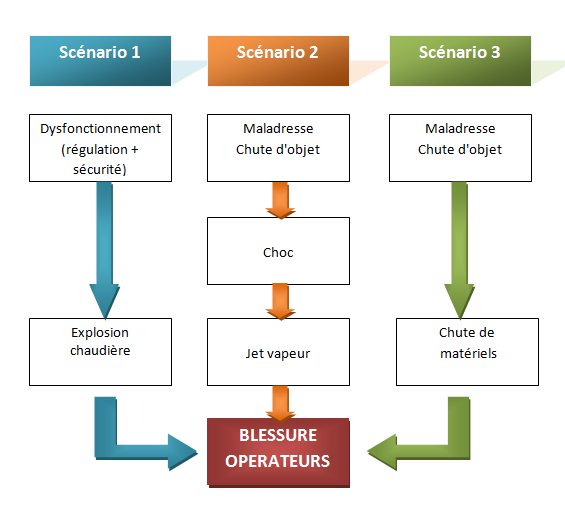
Enchaînements de pré-arbres logiques d'ENS

### Évaluer les risques
Pour chaque scénario on doit évaluer l’importance des événements et l’importance des impacts qu’ils génèrent afin de prendre la mesure de leur importance, leur impact, leur probabilité...
On peut par exemple pour cela utiliser une grille de criticité.

### Hiérarchiser les risques
On différencie les risques inacceptables des risques assumés en s’appuyant sur les méthodes d’évaluation. Cela va nous permettre de définir les actions qui vont nous aider à lutter contre les accidents.

Remarque : On parle bien de risque assumé et pas de non-risque.

### Définir les barrières de prévention et de protection
On cherche des dispositifs en cherchant soit à :
- Éliminer les dangers (action en amont)
- Diminuer les risques (actions en amont ou en aval)

### Qualifier les barrières de prévention
Il s'agit de regrouper les données sous forme de tableau pour conclure.
Définition: Qualifications : sont attributions de la barrière, ou en quoi elle consiste (ex : Port des EPI, mise en place d’un limiteur de puissance, installation de rambarde dans les escaliers, formations spécifiques…).
| Barrière     | Type BU/BT | Qualifications                                                           |
| ------------ | ---------- | ------------------------------------------------------------------------ |
| Disjoncteurs | BT         | Couper l'alimentation électrique                                         |
| Disjoncteurs | BT         | Avoir un même disjoncteur par zone géographique (multiples disjoncteurs) |
| Disjoncteurs | BT         | Avoir un disjoncteur général                                             |